# Risiko-Luftwaffe
Die Risiko-Luftwaffe (auch: Risiko-Luftflotte, Risikoluftwaffe) war eine deutsche strategische Luftwaffen-Konzeption zwischen 1933 und 1937, die die Aufrüstung der Wehrmacht ermöglichen sollte.

## Konzeption
Entworfen wurde das Konzept im Mai 1933 vom Vorstandsmitglied der Lufthansa Robert Knauss, der es an das Konzept der Risikoflotte von Alfred von Tirpitz anlehnte. Knauss ging von der Prämisse aus, dass eine deutsche Großmachtstellung nur durch einen Zweifrontenkrieg gegen Frankreich und Polen zu erreichen sei. Im kritischen Zeitraum bis zur Erlangung des dafür notwendigen Rüstungsstandes sollten diese Mächte von Präventivschlägen gegen die deutsche Aufrüstung durch Erhöhung des Kriegsrisikos abgeschreckt werden.
Knauss schlug hierzu die Schaffung einer Luftflotte als selbstständige Kriegswaffe von 390 viermotorigen Bombern sowie 10 Luftaufklärungsstaffeln vor, die Jagdwaffe sollte reine Unterstützungswaffe für Heer und Marine sein. Knauss hielt eine solche Bomberflotte für durchaus imstande, eine Mobilmachung der Gegner durch Luftangriffe mit Gas-, Spreng- und Brandbomben auf die Hauptstädte zu lähmen, die feindlichen Luftstreitkräfte auf ihren Flugplätzen zu vernichten und die Rüstungsindustrie auszuschalten. Daneben enthielt die Konzeption von Knauss auch die Forderung nach einer „Terrorisierung feindlicher Hauptstädte und Industriegebiete“ um einen „moralischen Zusammenbruch“ des Gegners herbei zu führen. Knauss empfahl ein viermotoriges Großflugzeug mit einer Eindringtiefe von 800 km und Bombenkapazität von 2000 kg Spreng-, Brand- und Gasbomben. Er hielt 200 solcher Flugzeuge schon für ausreichend die Angriffslust des Gegners zu dämpfen. Dabei verfolgte er das Idealbild der perfekten Vereinigung von Mensch und Technik, die Flieger und ihre Flugzeuge sollten sich gegenseitig beseelen. Bereits 1927 beschäftigte sich die Reichswehr unter der Tarnbezeichnung „Gronabo“ mit dem Konzept eines Großnachtbombers.
Wenn auch das Rüstungsprogramm der Luftwaffe nur unvollkommen Knauss’ Vorstellungen entsprach, weder wurde der von ihm gewünschte Einheitstyp eines schwerbewaffneten Bombers noch die Größenordnung erreicht, folgte es in seinen Grundzügen der von Knauss entwickelten Idee der Risiko-Luftwaffe.
Infolgedessen erhielt die Luftwaffe in Form der Risiko-Luftwaffe eine außenpolitische Konzeption, sie wurde als Faktor außenpolitischer Abschreckung eingesetzt. Nach Olaf Groehler war sie als „erpresserisches Mittel in der Außenpolitik“ gedacht.

## Aufbau
Der Aufbau sollte 1936 abgeschlossen sein und in einer zweiten überlappenden Phase von 1936 bis 1938 sollten die Verbände erst mit inzwischen entwickelten modernen Flugzeugen ausgerüstet werden. Zuerst wurden ein paar sogenannte „Risiko“-Staffeln geschaffen für Ausbildung und Schulung. Der Aufbau der Risiko-Luftwaffe schritt relativ schnell voran. Die Flugzeugtypen entsprachen jedoch nicht dem neuesten Stand und die Qualität ließ auch zu wünschen übrig. Man verfuhr nach dem Grundsatz: „Ein bedingt brauchbares beschaffungsreifes Gerät ist besser als kein Gerät.“ Den Kern der Risiko-Luftwaffe bildeten zu Behelfsbombenflugzeugen umgerüstete Ju-52, von denen 450 Stück gebaut wurden. Im Frühjahr 1935 umfasste die Luftwaffe 1.800 Maschinen.
Die industrielle Basis wurde in einer überraschend kurzen Zeit geschaffen. Am 20. Oktober 1933 rief Hermann Göring die Leiter der Flugzeugwerke, des Motorenbaus und die maßgeblichen Herren der Industrie zu einer Sitzung in Berlin zusammen. Göring wurde nach dem Zeugnis von Heinrich Koppenberg „von der Versammlung mit erhobener Hand in feierlichen Schweigen begrüßt“. Laut Willi A. Boelcke mussten die Unternehmer hingegen erst mit Geld und guten Worten zum Aufrüstungskurs gebracht werden. Für den Flugzeugkonstrukteur Ernst Heinkel war seine He 51, mit der die ersten Staffeln des Jagdgeschwaders „Richthofen“ ausgerüstet wurden, bereits „altes Eisen“. Dennoch empfand er, angesichts der als „Der fliegende Sarg“ bezeichneten Do 11 und der langsam dahin schleichenden Ju-52, mit praktisch nutzlosen Maschinengewehrnest an der Rumpfoberseite, ein „beschränktes Maß an Befriedigung“ für seine Flugzeuge, mit denen die Risiko-Luftflotte hauptsächlich ausgerüstet wurde. Laut Heinkel war das Grundprinzip des Chefs des Luftwaffen-Verwaltungsamtes Albert Kesselring: „möglichst geringe Eingriffe in die private Initiative, möglichst geringe staatliche Zuschüsse, statt dessen Verdienenlassen durch Arbeit und anständige Bezahlung“. Die hektische und überschnelle Aufrüstung verursachte eine Preisinflation. In einer Besprechung mit Vertretern der Luftrüstungsindustrie am 16. Juni 1937 im Reichsluftfahrtministerium beklagte Göring, das ihn die militärische und politische Lage gezwungen habe die konzentrierte Aufrüstung vorzunehmen, die dazu führte, dass seines Erachtens „unmoralische Preise vom Reich erpresst wurden“.
Ursprünglich sollte nach dem Konzept der Reichswehr die Erstausstattung der neuen deutschen Luftwaffe im Ausland beschafft werden, verbunden mit einem groß angelegten Technologietransfer, da die deutsche Luftfahrtindustrie technisch weit ins Hintertreffen geraten war. Tatsächlich wurden 1933 Motoren und Flugzeuge vor allem in den USA gekauft, so brachte Ernst Udet bei einer Reise im Jahr 1933 in die USA, zwei einmotorige Bombenflugzeuge »Hawk« der Firma Curtiss-Wright mit, die in der Industrie studiert wurden. Ende 1933 setzte sich die Konzeption von Erhard Milch durch, der zwar Anfangs auch auf Technologietransfer setzte, jedoch das Ziel verfolgte einen autarken deutschen Luftrüstungskomplex zu schaffen, und alles selbst zu machen, von Motoren bis hin zu Instrumenten. Damit wurde die Gefahr eines technologischen Embargos des Auslands, wenn die deutsche Politik aggressiv werden sollte, ausgeschaltet. In Milchs Konzept, das von der nationalistischen Idee einer deutschen Luftgeltung bestimmt war, war die Eskalation zu einem internationalen Wettrüsten und letztlich zum Krieg von Beginn an angelegt.
Beim Flugbenzin war man auf Import angewiesen und das Ausland hätte die Belieferung mit diesen wichtigen Stoff unterbinden können, wäre der zunächst geheime Aufbau der Luftwaffe erkannt worden. Daher richtete sich das Interesse des Reichsluftfahrtministeriums auf das Leuna-Benzin der I.G. Farben. Die Verbindung zwischen Staatssekretär Milch und Carl Krauch wurde durch Albert Vögler geknüpft. Krauch fertigte für Milch im September 1933 eine Denkschrift an, in der ein Vierjahresplan zur Ausweitung der Erzeugung von Leuna-Benzin vorgeschlagen wurde. Die Produktion sollte durch eine Kapitalinvestition von 400 Millionen Reichsmark von 500.000 t auf 1.800.000 t jährlich steigen. Der General Alfred von Vollard-Bockelberg sagte die Prüfung der Denkschrift und gemeinsames Vorgehen zu. Eine unmittelbare Auswirkung hatte die Denkschrift jedoch nicht. Erst ab 1935 konnten bedeutsame Erfolge auf dem Wege der Unabhängigkeit vom Ausland erreicht werden, als die Produktion von 50.000 t Flugbenzin bei einer Gesamtproduktion von 350.000 Jahrestonnen erreicht wurde. Der Bedarf der Luftwaffe betrug 1936 80.000 t.

## Bluff
Nach ihrer „Tarnzeit“ wurde ab 1935 die deutsche Luftwaffe mit einem phantastischen Nimbus der Stärke umgeben.
General Paul Deichmann, Referent in der Führungsabteilung der Luftwaffe, berichtet in seinen Erinnerungen:

„Hatten wir vor dem 10. März 1935 Kampfeinheiten als Fliegerschulen, Versuchsabteilungen und so weiter getarnt, so bezeichneten wir jetzt Fliegerschulen und sogar reine Verwaltungsstellen mit militärisch-taktischen Nummern, damit man sie für Staffeln, Gruppen oder Geschwader hielt. Ausländische Militärattachés wurden bereitwilligst durch Fliegerhorste und Flugzeugfabriken geführt. Was man ihnen zeigte, war an sich schon imponierend. Aber überall gab es eine Halle, in die man sie nicht hineinlassen durfte, weil sich darin angeblich die neuesten, noch geheimen Entwicklungen befanden. Manchmal stimmte das, aber manchmal waren diese Hallen auch leer. Mit Prototypen, die mit eigens dafür hochgezüchteten, in der Serie nicht vorhandenen Motoren ausgestattet waren, wurden Weltrekorde geflogen. Das gab Publicity. Mit gefälschten Fotos wurde vorgetäuscht, daß sich diese Flugzeuge bereits im Serienbau und im Einsatz bei der Truppe befänden.“

Diese Rüstungspropaganda, die nicht erst im Zweiten Weltkrieg inauguriert wurde, sondern von vornherein zur politischen Strategie des Regimes gehörte, führte dazu, dass das internationale Schrifttum, welches die faschistische Aufrüstung anprangerte, um die Welt gegen Hitlers Kriegstreiberei zu mobilisieren, genau das Gegenteil erreichte. Dem Ausland erschien das Risiko schon zu groß.
Nach Wilhelm Deist hatte die Risiko-Luftwaffe die größte politische Wirkung in England, und er spricht von einer „allgemeinen Psychose“. Am 30. Juli 1934 sprach Stanley Baldwin vor dem Unterhaus davon, dass angesichts der Entwicklung der Militärluftfahrt die Verteidigung nicht mehr an den Kreidefelsen von Dover, sondern am Rhein stattfinde. Laut Deist hat sie ihre politische Aufgabe fraglos erfüllt.